# Козюлькина (Курская область)
Козюлькина — деревня в Железногорском районе Курской области. Входит в состав Рышковского сельсовета.

## География
Расположена в 26 км к юго-востоку от Железногорска на ручье Линчике, недалеко от места его впадения в Усожу. Высота над уровнем моря — 160 м.

## История
Деревня Козюлькина упоминается в Отказных книгах Усожского стана Курского уезда с 1640 года.
Основателями и единственными жителями деревни, по крайней мере, до 1880-х годов были однодворцы Алфёровы. На плане генерального межевания Фатежского уезда 1785 года место расположения Козюлькиной обозначено как часть села Шатохино. До революции 1917 года деревня была частью прихода шатохинского храма Архангела Михаила.
В 1862 году в бывшей казённой деревне Козюлькиной было 8 дворов, проживало 106 человек (54 мужского пола и 52 женского). По данным земской переписи 1883 года деревня состояла из 5 дворов, в которых проживали 113 бывших однодворцев Алфёровых. Козюлькина в то время состояла из 1 общины. В конце XIX — начале XX века деревня входила в состав Нижнереутской волости Фатежского уезда. В 1905 году в деревне проживало 216 человек (107 мужского пола и 109 женского). В начале XX века в Козюлькину из деревни Колесниковой через вольнонаёмных рабочих проник промысел по производству колёс для телег и экипажей.
После установления советской власти Козюлькина вошла в состав Басовского сельсовета. С 1928 года в составе Фатежского района. В 1937 году в деревне было 23 двора. Во время Великой Отечественной войны, с октября 1941 года по февраль 1943 года, находилась в зоне немецко-фашистской оккупации. В декабре 1991 года Козюлькина, вместе с Басовским сельсоветом, была передана из Фатежского района в Железногорский. В 2017 году, с упразднением Басовского сельсовета, деревня была передана в Рышковский сельсовет.

## Население
| 1862 | 1883 | 1905 | 1979 | 2002 | 2010 |
| ---- | ---- | ---- | ---- | ---- | ---- |
| 106  | ↗113 | ↗216 | ↘45  | ↘15  | ↘14  |